# Naira Marley
 (septembre 2023).
La mise en forme du texte ne suit pas les recommandations de Wikipédia : il faut le « wikifier ».
Les points d'amélioration suivants sont les cas les plus fréquents :
- Les titres sont pré-formatés par le logiciel. Ils ne sont ni en capitales, ni en gras.
- Le texte ne doit pas être écrit en capitales (les noms de famille non plus), ni en gras, ni en italique, ni en « petit »…
- Le gras n'est utilisé que pour surligner le titre de l'article dans l'introduction, une seule fois.
- L'italique est rarement utilisé : mots en langue étrangère, titres d'œuvres, noms de bateaux, etc.
- Les citations ne sont pas en italique mais en corps de texte normal. Elles sont entourées par des guillemets français : « et ».
- Les listes à puces sont à éviter, des paragraphes rédigés étant largement préférés. Les tableaux sont à réserver à la présentation de données structurées (résultats, etc.).
- Les appels de note de bas de page (petits chiffres en exposant, introduits par l'outil «  Source ») sont à placer entre la fin de phrase et le point final[comme ça].
- Les liens internes (vers d'autres articles de Wikipédia) sont à choisir avec parcimonie. Créez des liens vers des articles approfondissant le sujet. Les termes génériques sans rapport avec le sujet sont à éviter, ainsi que les répétitions de liens vers un même terme.
- Les liens externes sont à placer uniquement dans une section « Liens externes », à la fin de l'article. Ces liens sont à choisir avec parcimonie suivant les règles définies. Si un lien sert de source à l'article, son insertion dans le texte est à faire par les notes de bas de page.
- La présentation des références doit suivre les conventions bibliographiques. Il est recommandé d'utiliser les modèles {{Ouvrage}}, {{Chapitre}}, {{Article}}, {{Lien web}} et/ou {{Bibliographie}}. Le mode d'édition visuel peut mettre en forme automatiquement les références.
- Insérer une infobox (cadre d'informations à droite) n'est pas obligatoire pour parachever la mise en page.

Pour une aide détaillée, merci de consulter Aide:Wikification.
Si vous pensez que ces points ont été résolus, vous pouvez retirer ce bandeau et améliorer la mise en forme d'un autre article.
Naira Marley de son vrai nom Azeez Adeshina Fashola est un chanteur, producteur et compositeur nigérian, né le 10 mai 1991 à Agege, une province de Lagos au Nigéria. 
Il est connu pour ses chansons et surtout pour sa base de fans controversée[précision nécessaire], les « Marlians ».
Naira Marley chante en anglais,en pidgin et en yoruba. Sa musique est un mélange d'afrobeat et de hip-hop. Le nom Naira Marley lui vient de son admiration pour  Bob Marley. Physiquement, il porte également des  dreadlocks en hommage au chanteur jamaïcain,.

## Enfance et études
Issu d'une famille nombreuse, Marley a quitté le Nigéria à l'âge de 11 ans pour se rendre en Angleterre précisément à Peckham, une province londonienne où il a fréquenté la Porlock Hall school. C'est à la Walworth School qu'il obtiendra son certificat général de l’enseignement secondaire un diplôme obligatoire pour les élèves qui passent de la 3ème à la 2nde au Royaume-Uni et dans les pays du Commonwealth. L'équivalent du Brevet d'études du premier cycle en milieu francophone.
Parallèlement à cela, Il a également étudié le droit des affaires au Christ the King Sixth Form College,.

## Carrière

### Ses débuts
Jeune, Naira Marley voulait devenir un animateur professionnel de spectacle et une voix-off à la radio, dans les productions télévisuelles, au cinéma ou au théâtre. C'est en 1994 (?) qu'il se découvre une passion pour la musique à la suite d'un défi qu'il releva dans un studio. Dès lors, il fut encouragé par ses plus proches amis à ne pas abandonner et surtout à perfectionner son talent. Dans la foulée, il sort la chanson intitulée Marry Juana avant de sortir un peu plus tard son premier EP Gotta Dance courant 2015,.
Vers la fin de l'année 2017,  il sort le single Issa Goal qui devient viral et est par ricochet l'hymne de l'équipe nigériane de football les Super Eagles lors de la Coupe du monde de la FIFA 2018,.

#### Confirmation
Naira Marley confirme son talent  a sorti lors de la sortie du titre Am I A Yahoo Boy le 3 mai 2019. Le même jour, il se fait arrêter par la brigade de lutte contre les crimes économiques et financières,. Quelques jours après sa libération, il gratifie ses fans du titre Soapy.  Ce titre va remporter le 11 janvier 2020, le trophée le Viewers' Choice  aux Soundcity MVP Awards 2020,.
Lord of Lamba, le deuxième EP de 6 titres de l'artiste verra le jour le 18 décembre 2019. Les sonorités de cet EP sont diverses et variées. En effet, c'est un mélange d'afrobeat et de hip-hop,.

## Marlian record
Lors de ce qu'il appelle la Marlian Fest qui a eu lieu le 30 décembre 2019 dans les hôtels et suites Eko, Naira Marley a annoncé à ses fans le lancement de sa maison de disques la  Marlian Records et profite de l'occasion pour dévoiler les artistes que la maison a signés : CBlvck, Zinoleesky, MohBad et Fabian Blu. 

## Discographie
Jusque-là, Naira Marley a sorti deux Eps : 
- Gotta Dance en 2015
- Lord of Lamba en 2019[17]

et 18 singles :
- Kosi Werey ft Olamide (2016)
- Issa Goal (2017)
- Japa (2018)
- Am I A Yahoo Boy (2019)
- Bad influence (2019)
- Opotoyi (Marlians) (2019)
- Why (2019)
- Soapy (2019)
- Pxta (2019)
- Back2work (2019)
- Mafo (2019)
- Tesumole (2019)
- Tingasa (2019)
- Aye (2020)
- Dido lobo(2020)
- Mofoti (2020)
- As E Dey Go (2020)
- Chi Chi (2020)
- Ponmo (2020)
- Drugs test (2021)
- First time in America (2021)